# Godin Tepe
Godin Tepe (en persa: گودین‌تپه‎) es un sitio arqueológico de Irán, ubicado en el valle de Kangāvar en la provincia de Kermanshah, esto es, la zona de los Zagros centrales (coordenadas: 48° 4′ E, 34° 31′ N). Descubierto en 1961, fue excavado desde 1965 a 1974 por expediciones financiadas por el Royal Ontario Museum de Toronto, y dirigidas por T. Cuyler Young, Jr.
Consta de 11 niveles de ocupación, abarcando desde el 5000 a. C. hasta la época islámica. Durante la antigüedad, su importancia radicaba en controlar el intercambio de lapislázuli entre Badakhshan en Afganistán y la Mesopotamia. Cuyler Young sugirió la presencia de puestos de intercambio de mercaderes elamitas provenientes de Susa en el V nivel de ocupación (ca. 3200-3000 a. C.). El II nivel (ca. 750-500 a. C.) es uno de los pocos asentamientos identificados como pertenecientes al pueblo medo.

## Niveles de ocupación

### Ocupación temprana
Aunque las excavaciones se concentraron en los niveles II a V, el sitio estuvo habitado desde alrededor del 5000 a. C. El nivel más antiguo es el número XI.

### Nivel V
Fue ocupado durante el período 3200-3000 a. C., tras el cual se observa un vacío ocupacional. Algunas edificaciones presentan signos de incendio. Por lo general las casas están bien conservadas y se hallaron numerosos artefactos en el interior de las mismas. La evidencia arqueológica sugiere que el asentamiento fue abandonado de manera rápida pero ordenada.
La alfarería del nivel V muestra influencias de la cultura de Obeid, al igual que paralelos con Susa, Uruk (IV) y Nippur. No obstante, las vasijas de estilo Jemdet Nasr, bien registradas en Nippur, así como los cuencos de borde biselado de Uruk, están completamente ausentes.
Fueron hallados un total de 30 impresiones y 2 sellos cilíndricos. Se trata de artefactos de producción local, como lo demuestra el descubrimiento de un cilindro que quedó sin tallar. Las imágenes de las impresiones muestran similitudes con Uruk, Susa y otros sitios del Juzestán, y presentan algunos agujeros decorativos. La materia prima utilizada era el talco, ocasionalmente endurecido con calor.
A este nivel pertenece un conjunto de 43 tablillas de arcilla, de las cuales 27 se conservaron en una pieza. Se trata principalmente de registros de cuentas, similares a los descubiertos en sitios del Irán occidental y la Mesopotamia de época proto-elamita y del período Uruk.

### Nivel IV
El nivel IV (ca. 3000-2650 a. C.) representa la "invasión" de la Cultura Yanik (o Cultura Transcaucásica del Bronce Temprano I), más conocida por el sitio de Yanik Tepe en Azerbaiyán. Unos hornos recubiertos de yeso son los únicos restos arquitectónicos significativos del período. Se identificaron, a su vez, tres tipos de alfarería, dos algunos de los cuales pertenecen a la Cultura Yanik.

### Nivel III
El nivel III (ca. 2600-1500/1400 a. C.) presenta similitudes con Susa y numerosos asentamientos del Luristán. Se ha sugerido que pertenecía a la confederación elamita. Este estrato finaliza con el abandono del sitio, al que sigue un largo vacío ocupacional.

### Nivel II
El nivel II (ca. 750-550 a. C.) está constituido por un único complejo arquitectónico fortificado con muros de ladrillos de arcilla (133 m x 55 m). Se presume que fue ocupado por un jefe medo. Las salas encolumnadas pertenecen a una tradición arquitectónica documentada por primera vez en Hasanlu (V) y que posteriormente aparecería en las salas de los palacios persas de Pasargada, Susa y Persépolis. La alfarería del período posee fuertes paralelos con otros sitios de la Edad del Hierro de la meseta de Irán, como Baba Jan (I), Jameh Shuran (IIa), Tepe Nush-i Jan y Pasargada.
Godin fue abandonado otra vez durante el siglo VI a. C., aunque no se sabe si ante o tras la expansión del Imperio Aqueménida (Brown 1990). Heleen Sancisi-Weerdenburg (1998, p. 203) sugirió que dicho abandono estuvo condicionado por la interrupción de un proceso de estratificación social y de surgimiento secundario del Estado tras la caída de Asiria.

### Nivel I
Se trata del último estrato de ocupación, y está representado por un santuario islámico del siglo XV.